# Circolo Tennis Maglie
Circolo Tennis Maglie è un sodalizio tennistico che ha sede in Maglie.

## Storia
Il Circolo Tennis Maglie, fondato nel 1962, ospita le gare interne del CT Maglie che milita nei principali campionati nazionali e regionali.
Tra gli eventi più importanti vissuti sui campi del circolo si ricorda il primo turno di Fed Cup del 2004 tra Italia e Repubblica Ceca,  la prima storica promozione, negli anni ottanta, del CT Maglie nel campionato nazionale a squadre  di Serie A2 e, nel 2013, quella nel campionato nazionale di Serie A1. Nel 2017 il CT Maglie con la seconda squadra conquista anche la promozione in A2 diventando, di fatto, il primo circolo in Italia ad annoverare due formazioni nei massimi campionati nazionali. Nella stagione 2017, a conclusione della fase a gironi del campionato di serie A1 maschile, il Ct Maglie raggiunge le semifinali dei playoff scudetto classificandosi tra i primi 4 club d'Italia.
Di rilievo il settore giovanile nei cui vivai si sono formati atleti che hanno raggiunto ottimi risultati sia nelle classifiche individuali che in quelle a squadre.
Diversi, nel corso degli anni, i riconoscimenti ricevuti dal CONI per i meriti sportivi.

## Manifestazioni ospitate
- Fed Cup
- Torneo Internazionale di Tennis Under 12
- Reina Soisbault Cup - European Summer Cups
- Borotra Cup
- Torneo della Canicola

## Come arrivare
L'impianto è situato nella periferia nord della città ed è facilmente raggiungibile trovandosi in prossimità della Strada Statale 16 Adriatica Lecce-Maglie.